# Schweizerisches Gesangsfest

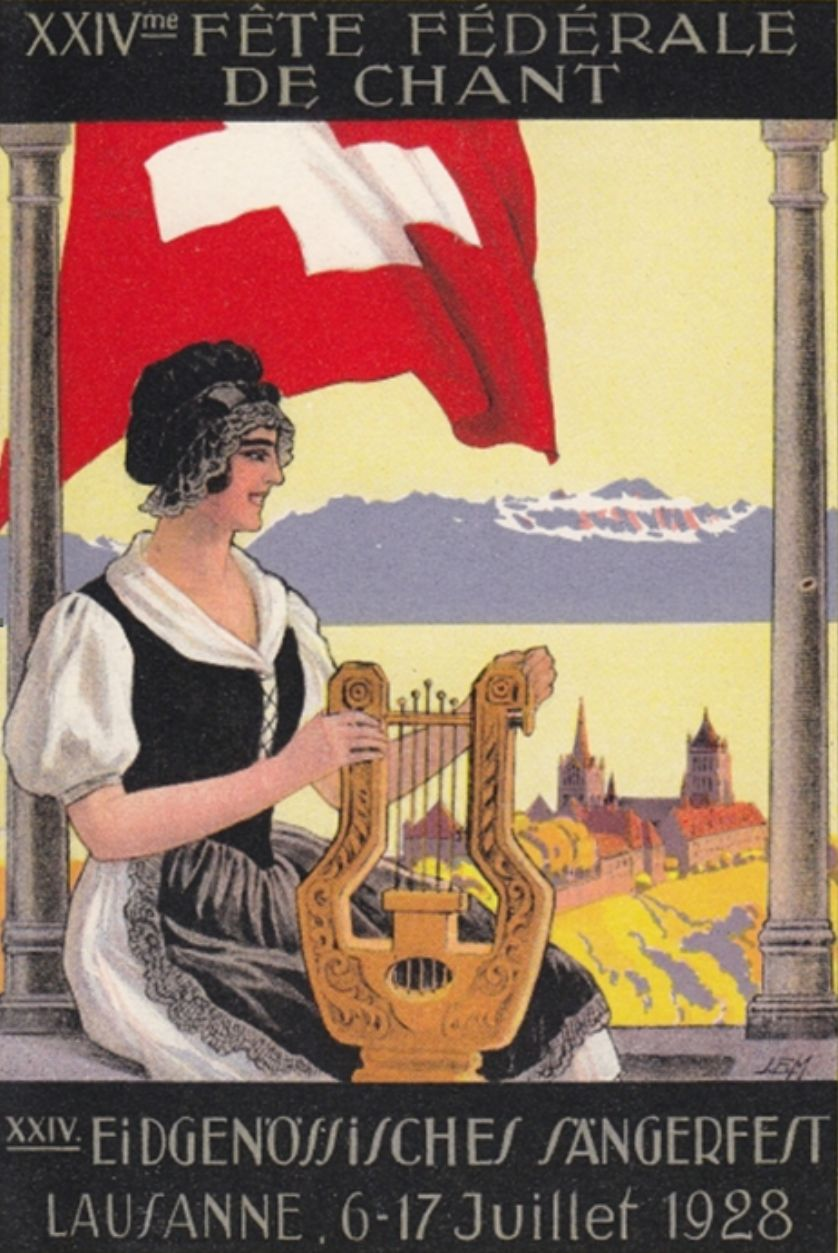
Plakat des Eidgenössischen Sängerfestes 1928 in Lausanne

Als Schweizerisches Gesangsfest (früher Eidgenössisches Sängerfest) (französisch Fête suisse de chant, italienisch Festa svizzera del canto, rätoromanisch Festa federala da chant) wird das alle 8 bis 9 Jahre von der Schweizerischen Chorvereinigung (SCV), der Dachorganisation der kantonalen und regionalen Gesangsvereine, organisierte Eidgenössische Fest bezeichnet.

## Geschichte

### Vorgeschichte
Der vierstimmige, von Vereinen gepflegte Männerchorgesang entstand als Folge der Umgestaltung des Geisteslebens durch die Aufklärung, der Entdeckung volkstümlicher und eidgenössischer Werte im 19. Jahrhundert. Da die Schweiz kaum höfisches Leben und weder Hofkapellen noch Opern und Solisten kannte, verbreitete sich hier der Chorgesang früher als andernorts in allen Schichten des Volkes.
Der Schweizer «Sängervater» Hans Georg Nägeli (1773–1836) löste den Chorgesang des Volkes aus dem kirchlichen Gottesdienst und wollte im Sinne Pestalozzis das Volk über den Chorgesang musikalisch und moralisch bilden. 1810 gründete er in Zürich den ersten Männerchor der Welt.

### 1840er Jahre

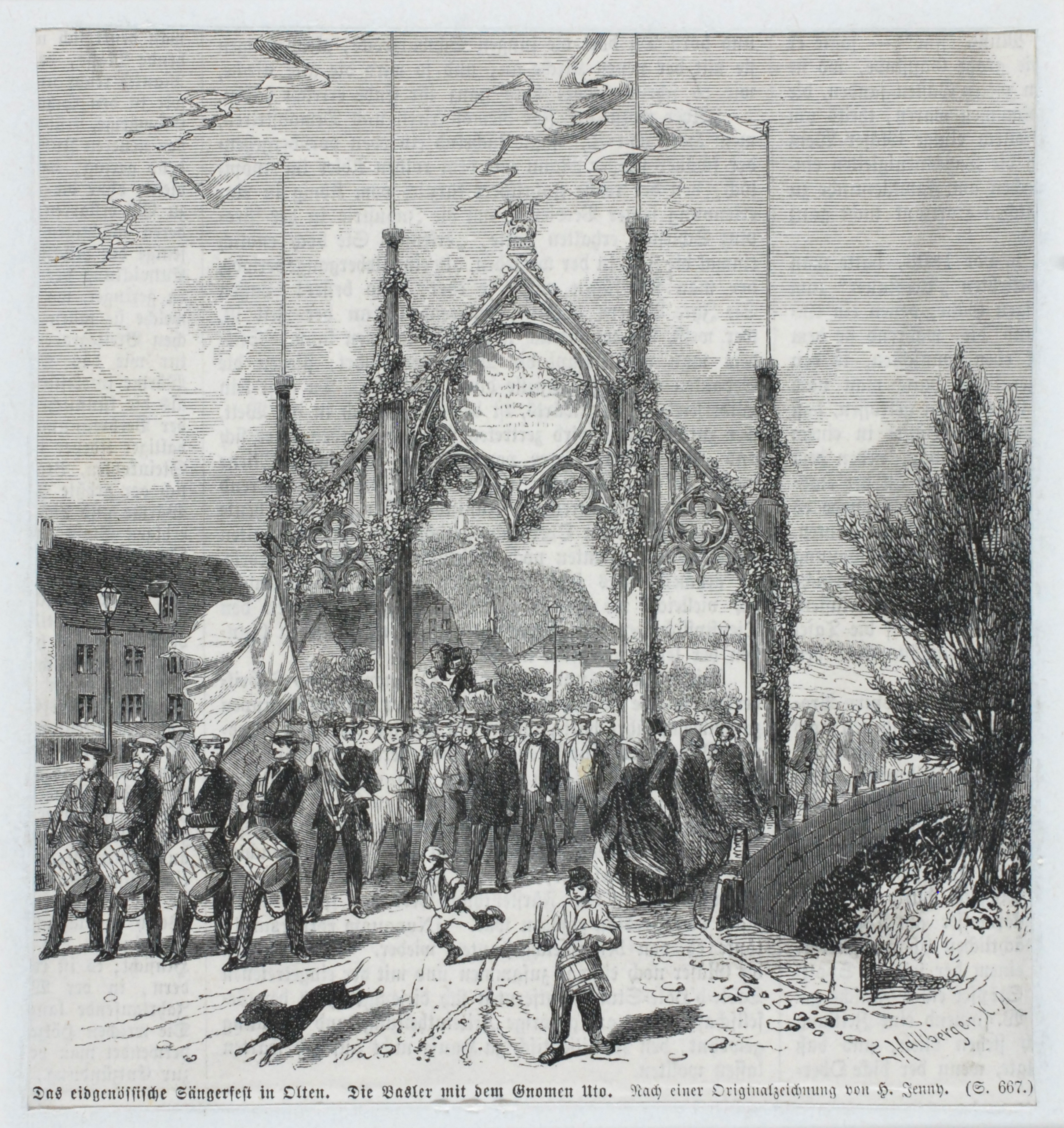
Eidgenössisches Sängerfest Olten 1860

1835 hatte Josef Wieland, Stadtrat und Arzt in Rheinfelden die Gründung eines eidgenössischen Sängerbundes angeregt. Die Kantonshauptstadt Aarau war 1842 mit der Organisation des Jahresfestes des aargauischen Verbandes betraut worden. Der Vereinspräsident hatte die Idee, auch die Männerchöre der anderen Kantone nach Aarau einzuladen. Dieser Einladung folgten am 5. Juni 1842 1000 Sänger an das Sängerfest nach Aarau. Am Vorabend beschlossen Abgeordnete der Kantone Aargau, Baselland, Basel-Stadt, Bern, Luzern, Solothurn und Zürich einen vaterländischen Sängerbund, den Eidgenössischen Sängerverein, zu gründen und das erste Eidgenössische Sängerfest 1843 in Zürich abzuhalten.

### Bis 1900
Die vom neuen gesamtschweizerischen Verein durchgeführten Eidgenössischen Sängerfeste waren neben dem Wettgesang eine Plattform für vaterländische Reden, die die Zusammengehörigkeit im neuen Bundesstaat von 1848 und die Verankerung der Direkten Demokratie im Volk stärken sollten. Eigens für diese Chorfeste wurden Nationallieder, wie dasjenige von Gottfried Keller mit dem Titel Oh mein Vaterland, komponiert. Die eidgenössischen Sängerfeste waren die prägenden musikalischen Grossanlässe des 19. Jahrhunderts.

### 20. Jahrhundert

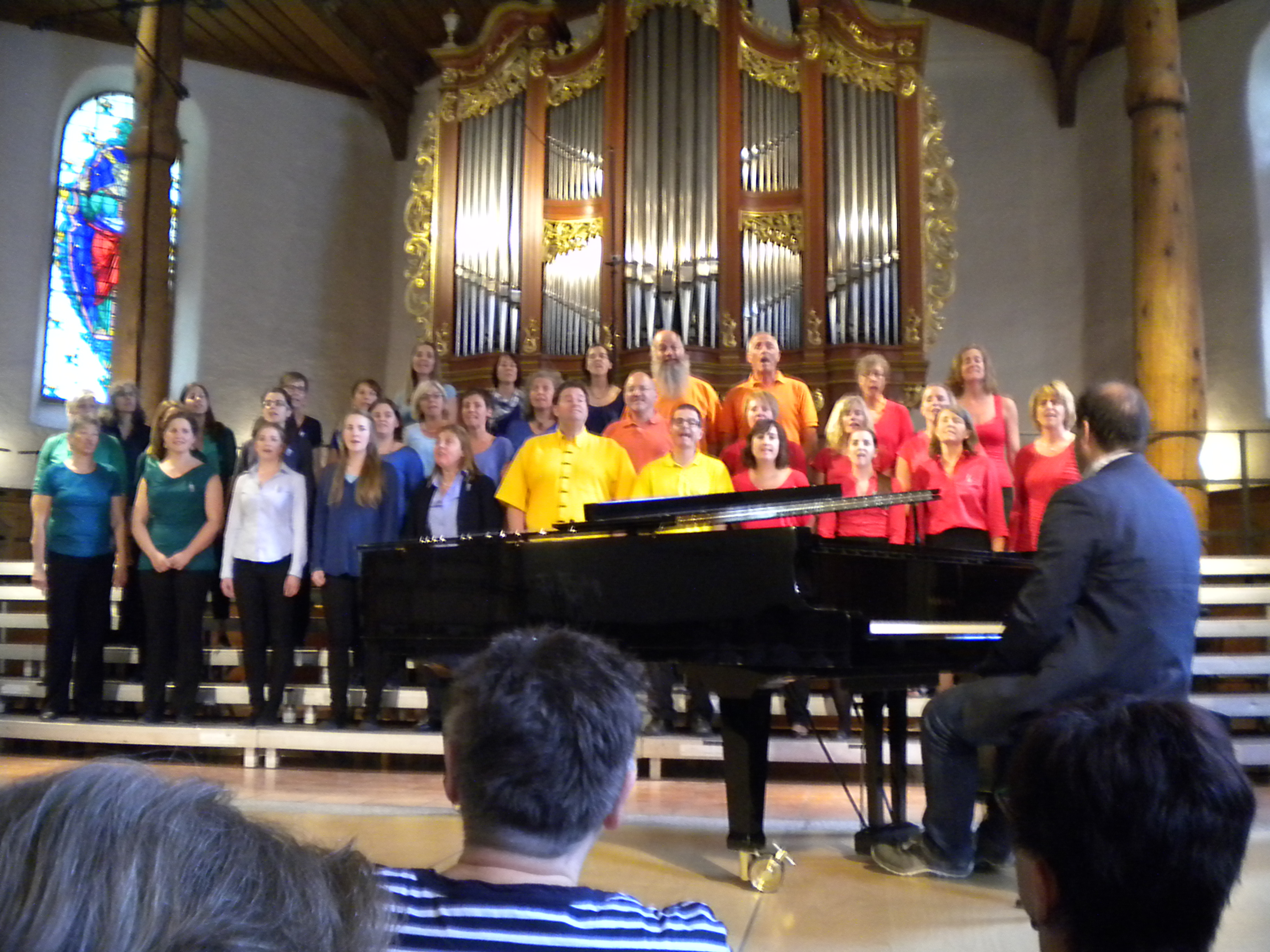
Meiringen 2015: Chorwettbewerb Michaelskirche

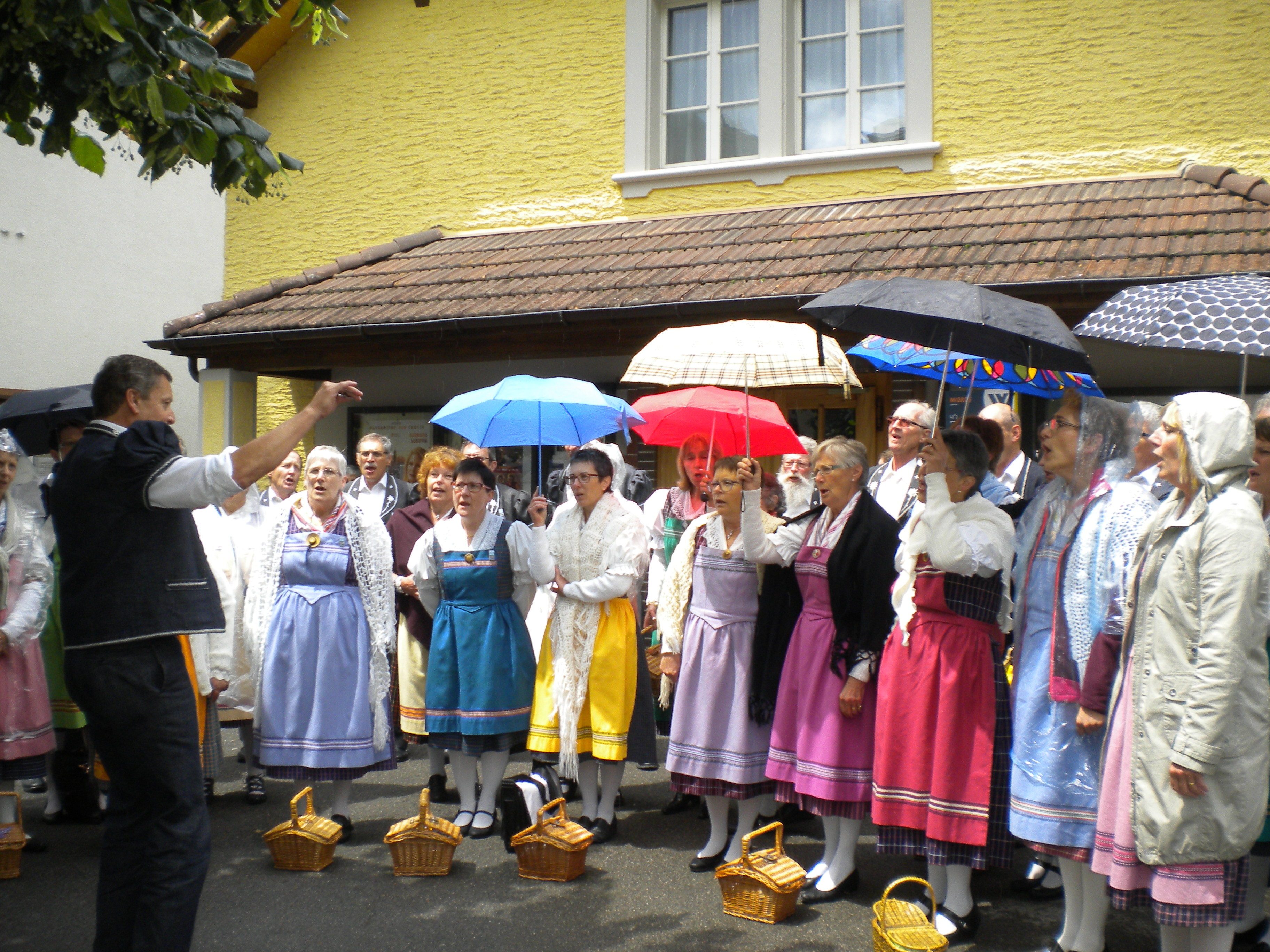
Meiringen 2015: Spontane Sängerinsel

1977 entstand die Schweizerische Chorvereinigung durch Zusammenschluss des Eidgenössischen Sängervereins, des Verbands Schweizerischer Frauen- und Töchterchöre und des Schweizer Verbands Gemischter Chöre. Sie umfasst heute rund 2.000 Chöre aller Gattungen mit etwa 60.000 aktiven Mitgliedern.
Am Schweizer Gesangsfest 2015 in Meiringen nahmen 415 Chöre mit 12.000 Sängern teil. Rund 30.000 Besucher verfolgten den Chorwettbewerb und die Rahmenveranstaltungen.

## Eidgenössische Sängerfeste, ab 1982 Schweizerische Gesangsfeste
| - 1843 Zürich - 1846 Schaffhausen - 1848 Bern - 1850 Luzern - 1852 Basel - 1854 Winterthur - 1856 St. Gallen - 1858 Zürich - 1860 Olten - 1862 Chur - 1864 Bern - 1866 Rapperswil - 1868 Solothurn - 1820 Neuchâtel - 1873 Luzern - 1875 Basel - 1880 Zürich - 1886 St. Gallen | - 1893 Basel - 1899 Bern - 1905 Zürich - 1912 Neuchâtel - 1922 Luzern - 1928 Lausanne - 1935 Basel - 1948 Bern - 1954 St. Gallen - 1960 Genf - 1967 Luzern - 1973 Zürich - 1982 Basel - 1991 Kanton Luzern - 2000 Sion/Sitten - 2008 Weinfelden - 2015 Meiringen - 2022 Gossau (SG) |